# 布魯赫湖
49°37′41″N 8°37′55″E / 49.628059°N 8.631992°E

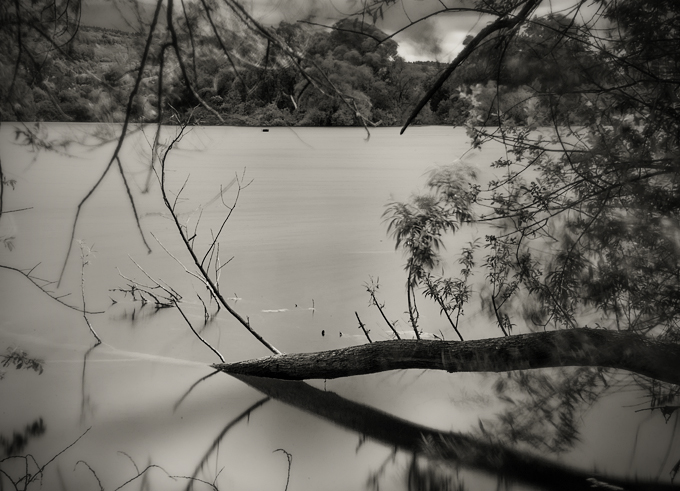

布魯赫湖（德語：Bruchsee），是德國的湖泊，位於該國中部，由黑森州負責管轄，處於黑彭海姆，長0.65公里、寬0.21公里，面積0.11平方公里，海拔高度96米，平均水深7米，最大水深14.5米。